# Centro Hípico Casas Novas
El Centro Hípico Casas Novas es un centro ecuestre privado situado en la localidad gallega de Larín de Arriba, municipio de Arteijo (España).

## Historia
Se fundó en 2000, con unas instalaciones diseñadas por el arquitecto Carlos Fernández Gago, en una parcela de ocho hectáreas, con doce mil quinientos metros cuadrados construidos, con un picadero cubierto principal, otra pista para escuela de equitación, dos pistas exteriores de concurso y ensayo, y establos, con un coste aproximado de 700 millones de pesetas.
En 2007 se reformó la pista de saltos y en 2015 se amplió. También se han ido complementando las instalaciones con aplicaciones en el ámbito psicosanitario y de servicios a la comunidad, con gran demanda en el caso de la hipoterapia, la equitación terapéutica y la equitación adaptada.

## Concursos
Desde 2000 organiza el Concurso de Saltos Internacional de La Coruña, en el que se disputa el Gran Premio Ayuntamiento de La Coruña.
En 2025 fue la sede del Campeonato Europeo de Salto Ecuestre.